# Piqued Jacks
Piqued Jacks (с англ. Возбужденные Разъёмы) — итальянская рок-группа, сформированная в 2006 году в г. Буджано. В состав группы входят Андреа Лаззеретти, Франческо Бини, Томмазо Оливери и Марко Сгарамелла. Представители Сан-Марино на конкурсе песни Евровидение 2023 с песней «Like an Animal» («Как животное»).

## История
The Piqued Jacks были образованы в 2006 году в Буджано, Тоскана, Италия.
В 2010 и 2011 годах the Piqued Jacks выпустили два мини-альбома. В 2012 году они работали с продюсером из Лос-Анджелеса Брайаном Ланезе над своим мини-альбомом под названием Just a Machine, который был выпущен в январе 2013 года. В марте 2014 года они работали с Мэттом Новески над синглами «Upturned Perspectives» и «No Bazooka». Дебютный студийный альбом группы Climb Like Ivy Does был выпущен в 2015 году. Акустическая версия альбома под названием Aerial Roots была выпущена в 2016 году.
В 2016 году барабанщик Маттео Куджа покинул группу и был заменен Дамиано Берителли, которого, в свою очередь, в 2017 году сменил Томмазо Оливери. В июне 2018 года был выпущен сингл «Wildly Shine», который был спродюсирован Майклом Бейнхорном. Четыре месяца спустя группа выпустила свой второй студийный альбом The Living Past, спродюсированный Дэном Уэллером. В апреле 2019 года гитариста Франческо Куджи сменил Марко Сгарамелла.
В 2019 году the Piqued Jacks получили награду в категории «Рок» на Sanremo Rock. В мае 2020 года они стали частью музыкального конкурса New Generation на канале MTV. В сентябре 2020 года был выпущен сингл «Safety Distance», их первая работа с Бреттом Шоу. В марте 2021 года они выпустили студийный альбом Synchronizer, спродюсированный Джулианом Эмери, Бреттом Шоу и Дэном Уэллером.
В 2023 году группа приняла участие во втором выпуске Una voce per San Marino со своей неопубликованной песней «Like an Animal». Они выиграли конкурс и представили Сан-Марино на конкурсе песни «Евровидение-2023» в Ливерпуле. Группа выступила во втором полуфинале, но не прошла в финал.

## Состав группы

### Нынешние участники
- Андреа «E-King» Лаззаретти (2006-н. в.) — вокал, клавишные;
- Франческо «littleladle» Бини (2006-н. в.) — бас, бэк-вокал;
- Томмазо «HolyHargot» Оливери (2017-н. в.) — барабаны;
- Марко «Majic-o» Сгарамелла (2019-н. в.) — гитара, бэк-вокал.

### Бывшие участники
- Франческо «Penguinsane» Куджа (2006—2019) — гитара;
- Маттео «ThEd0g» Куджа (2006—2016) — барабаны;
- Дамиано Берителли (2016—2017) — барабаны.

## Дискография

### Студийные альбомы
- 2015 — Climb like Ivy Does
- 2016 — Aerial Roots
- 2018 — The Living Past
- 2021 — Synchronizer

### Мини-альбомы
- 2010 — Momo the Monkey
- 2011 — Brotherhoods
- 2013 — Just a Machine

### Синглы
- 2013 — «My Kite»
- 2013 — «Youphoric?!»
- 2013 — «Amusement Park»
- 2014 — "Upturned Perspectives'
- 2014 — «No Bazooka»
- 2015 — «Romantic Soldier»
- 2016 — «Shyest Kindred Spirit (Acoustic)»
- 2018 — «Eternal Ride of a Heartful Mind»
- 2018 — «Loner vs Lover»
- 2018 — «Wildly Shine»
- 2020 — «Safety Distance»
- 2020 — «Every Day Special»
- 2020 — «Golden Mine»
- 2021 — «Elephant»
- 2021 — «Mysterious Equations»
- 2021 — «Fire Brigade»
- 2022 — «Everything South»
- 2022 — «Particles»
- 2022 — «Sunflower»
- 2023 — «Like an Animal»